# Montipora vietnamensis
Espèce
Statut de conservation UICN

 VU A4c : Vulnérable
Statut CITES
Montipora vietnamensis est une espèce de coraux de la famille des Acroporidae.

## Systématique
L'espèce Montipora vietnamensis a été décrite en 2000 par le biologiste marin australien John Veron. À noter que certaines sources telles que l’UICN ou SeaLifeBase, indiquent 2002 comme date de création. 